# 堀貞一

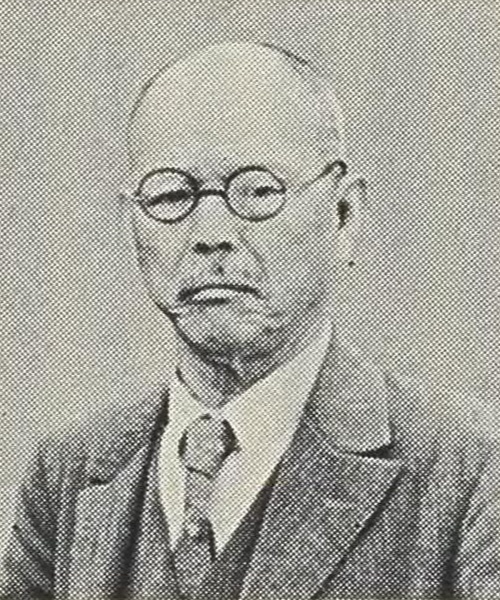
堀貞一

堀 貞一（ほり ていいち、文久3年1月4日（1863年2月21日） - 昭和18年（1943年）8月26日）は、日本の牧師である。同志社リバイバルで活躍したリバイバリスト。

## 生涯
丹波亀山藩の重臣堀卓幹・こうの長男として生まれる。最初、京都中学に入学する。同志社を見学したことがきっかけで、J・D・デイヴィス宅の聖書講義を聞くようになり、1876年12月10日祖母と共に西京第三公会で新島襄から洗礼を受ける。
1877年（明治10年）同志社英学校の2年に入学する。同志社入学中は、海老名弾正、金森通倫らと共に丹波、淡路島に伝道をする。1880年（明治13年）に新島襄の自杖事件を目撃し、大きな感銘を受ける。その杖の破片を拾い大切に保管する。
1884年（明治17年）同志社の余科を卒業する。同志社を卒業後に最初に長浜に赴任する。1885年（明治18年）長浜教会設立時に按手礼を受ける。
以降、1888年（明治21年）には彦根教会、1889年（明治22年）には京都四条教会に赴任する。
そして、1890年（明治23年）に、教会内紛争のあった、セオボールド・パーム設立した日本組合教会第一新潟教会（現：日本基督教団新潟教会）（1886年（明治19年）創立）へ組合教会の伝道委員会より問題解決のために牧師として派遣された。祈りによって教会を改革することを進め、教会内に連夜の祈祷会を開いた。その後、リバイバルが起こり、50名くらいの人が洗礼を受けた。その中の一人が後の世界的伝道者木村清松である。
1893年（明治26年）には横浜教会（紅葉坂）に赴任する。1899年（明治32年）には前橋教会に赴任する。
日露戦争中は軍隊慰問使として大陸に渡り活動する。帰国後、組合教会の集中伝道講師として全国を巡回する。
1920年（大正9年）にはハワイに招かれ、ホノルルのヌアヌ独立教会に赴任し、立て直しを図る。
1927年（昭和3年）には同志社教会創立50周年記念の特別伝道会の講師に招かれて帰国する。
その時、大阪府豊中市の梅花専門学校で説教したことでリバイバルが起こり、343名が洗礼を受け（現:日本基督教団）梅花教会が1927年に設立される。さらに、松山女学校と松山教会で52名が洗礼を受ける。二週間後にハワイに帰る。
しかし、その年の11月には同志社大学宗教主事（チャプレン）、同志社教会の牧師の招聘を受けて日本に帰国する。
1927年の同志社のリバイバル（信仰復興運動）で指導者として活躍した。
1940年（昭和15年）に退職して、東京で隠遁生活を送り、1943年（昭和18年）に死去する。前橋市の長昌寺と京都府若王子の同志社墓地に埋葬される。